# 平家充代
平家充代（日语：／ Heike Michiyo，1979年4月6日—），藝名「みちよ（Michiyo）」，日本前女歌手，為早安家族首位歌手。

## 經歷
平家充代生於大阪府，出身地在三重縣名張市。
1997年，參加東京電視台節目《ASAYAN》所舉辦的『シャ乱Q女性搖滾歌手甄選會』比賽，並在該比賽優勝，原定為シャ乱Q成員，但之後改為個人發展，並與早安少女組。成員一同加入當時新編排的「早安家族」，此後以「平家みちよ」名義從事演藝圈。
1997年11月5日，經由日本華納音樂發行第一張專輯《GET》出道，在ORICON排行第24。11月6日，在日本武道館舉行出道演唱會。
2002年，從早安家族畢業，並在東京都、大阪府、櫪木縣舉辦巡迴演唱會。
2004年，以「みちよ」名義發行首張獨立單曲《JECICA》，並親自作詞作曲。
2007年3月22日，宣告結婚及懷孕，並在11月1日誕下女嬰。2012年10月13日，誕下男嬰。
2012年12月28日，平家在官網聲明自身在2008年巡迴演唱會排演時身體不適，因此必須長時間休息，雖然當時還沒完全康復，不過有好轉的現象。
2013年12月31日，參與跨年演唱會《Hello! Project COUNTDOWN PARTY 2013 〜 GOOD BYE & HELLO! 〜》，並與哈密瓜紀念日和太陽與月亮一同公演。
2020年11月20日，以「Michiyo」的名義在TuneCore Japan發行單曲「Luminous」。
2021年7月10日，在Instagram宣布退出演藝圈，並計劃改行為治療師。

## 作品

### 單曲
- 以「平家みちよ」的名義
  1. GET （1997年11月5日）
  2. 卒業 〜TOP OF THE WORLD〜 （1998年2月15日）
  3. ダイキライ （1998年7月1日）
  4. だけど 愛しすぎて （1998年10月25日）
  5. アナタの夢になりたい （1999年2月10日）
  6. scene （1999年7月28日）
  7. ワンルーム夏の恋物語 （2000年5月17日）
  8. 愛の力 （2000年8月9日）
  9. 結局 Bye Bye Bye （2001年2月7日）
  10. プロポーズ （2001年11月7日）
  11. ムラサキシキブ（2002年6月5日）

- 以「みちよ」的名義
  1. 嵐・RUN・乱（演唱會現場或活動現場販賣）
  2. unaffected （2005年12月9日）

- 以「Michiyo」的名義
  1. Luminous（2020年11月20日，網絡發行）

### 專輯
- 以「平家みちよ」名義
  1. Teenage Dream （1998年3月25日）
  2. For ourself 〜Single History〜 （2000年9月13日）
- 與早安少女組。合作
  1. モーニング刑事。〜抱いてHOLD ON ME!〜（1998年9月30日）
- 以「みちよ」的名義
  1. JECICA （2004年3月3日）
  2. 恋水姫 （2005年2月28日）
  3. Fantasia （2006年7月25日）

### DVD
1. Sweets of JECICA （2004年9月30日）
2. Luminous（2021年4月9日，網絡發行）

## 演出

### 電視劇
- 太陽娘と海 （東京電視台，1998年4月7日 - 6月30日） - 主演
- ワイン娘恋物語 （東京電視台，1998年10月2日 - 1999年2月18日）
- アイドルをさがせ! （東京電視台，1999年1月5日 - 12月28日，2002年3月26日結束播出）
- モーニング娘。のへそ （東京電視台，2000年1月4日 - 3月29日，2000年9月29日結束播出）
- ハロー!モーニング。（東京電視台）
- 東京電視台深夜劇，迷你電視劇系列
  - 美・少女日記、美・少女日記2（東京電視台《少女日記》迷你劇場，2000年10月2日 - 2001年3月30日）
  - 美少女教育（東京電視台，2001年4月2日 - 9月28日）
  - 新・美少女日記（東京電視台，2001年10月1日 - 2002年3月29日）
- UTAGE!（TBS、2015年5月4日）
- しくじり先生 俺みたいになるな!!（朝日電視台、2015年4月20日）[6][7]

### 廣播劇
- サウンドプラネット （RADIO BERRY ，1998年4月3日 - 2002年9月27日、2008年12月3日）
- 平家みちよ Teenage Beat! （FM三重，1998年10月4日 - 1999年3月28日）
- 平家みちよ ウィークエンドランデヴー （FM三重，1999年4月3日 - 2001年9月30日）
- 平家みちよのどちらまで （文化放送，2001年1月 - 2002年3月）
- ヘッチャラ平家★よろしくヨッスィー（CBC電台，2001年10月6日 - 2002年10月5日）
- ヤンタンMUSIC MAX（MBS電台）

### 電影
- 早安刑事。擁抱我HOLD ON ME! （1998年，東映）

### 音樂劇
- LOVEセンチュリー -夢はみなけりゃ始まらない-（2001年5月3日 - 27日，早安少女組。主演）

### 演唱會
- 平家みちよ・モーニング娘。ファーストコンサート「HELLO!」 （1998年7月12日 - 27日，3所都市，5回公演）
- モーニング娘。・平家みちよ「モーニング刑事。抱いて HOLD ON ME!」電影播映、攝影會,迷你演唱會、握手會（1998年8月 - 11月，12所都市、16回公演）
- モーニング娘。・平家みちよ学園祭「モーニング刑事。抱いて HOLD ON ME!」映画上映・ミニライブ （1998年10月 - 11月，4所大學，4回公演）
- 平家みちよ「卒業メモリアルライブ」 （2002年11月1日 - 7日）
- 「JECICA"発売記念・東阪ツアー'04」 （2004年4月6日 - 11日）
- 「恋水姫"発売記念・東阪ツアー'05」 （2005年3月26日 - 4月2日）
- みちよ Tour 2005 『unaffected』 （2005年11月14日 - 30日）
- Hello! Project COUNTDOWN PARTY 2013 〜GOOD BYE & HELLO!〜（2013年12月31日，中野サンプラザ）[8]

## 註解
1. ↑  由當時在同一比賽落選的中澤裕子、石黑彩、飯田圭織、安倍夏美和福田明日香所成立的偶像女團。